# Zygothrica neoaldrichi
Zygothrica neoaldrichi är en tvåvingeart som beskrevs av Burla 1956. Zygothrica neoaldrichi ingår i släktet Zygothrica och familjen daggflugor. Inga underarter finns listade i Catalogue of Life.